# Ріпнів
Рі́пнів (колишня назва — Старий Ріпнів) — село в Україні, у Буській міській громаді Золочівського району Львівської області. До 2020 року Ріпнів разом з селами Новий Ріпнів, Старий Милятин та Новий Милятин підпорядковувалися Милятинській сільській раді. Нині ці села належать до Милятинського старостинського округу. Населення становить 1040 особи.

## Географія
Село Ріпнів розташоване за 46 км від обласного центру, 41 км від районного центру та 13 км від адміністративного центру міської громади. За 11 км знаходиться найближча залізнична станція Куткір.

## Топоніми
Колись у Галичині нафту називали нафтова ропа, нафта, земляна олія, скельна олія, скалоолій, кип'ячка, поркура, петроль, петролеум та найпоширенішою назвою нафти була ропа (ropa). Свідченням цього є численні топоніми та географічні назви містечок, сіл, присілків, річок, потічків, гір, пасовищ та різних інших мікротопонімів — Ропа, Роп'яний, Роп'янка, Ропище, Роп'яник, Ропник, Ропавсько, Ропинка, Ропений, Ропенець, Ропний, Роп'я, Ріп'яна, Ріпчанка, Ріпчиці, Ріпнів, Новий Ріпнів, Ріп'яне, Ріпне, Ріп'янка, Ріпки, Ріпник, Роповське, Ропиця Руська, Ропище, Ропчиці, Стара Ропа, Чорна Ропа та інші. Вважається, що більшість цих топонімів з'явилася в XV—XVII століттях.
Урбаноніми
Кількість елементів інфраструктури в селі — це 12 вулиць з 183 будинками.
Вулиці:
- Германівська
- Глибока
- Господарська
- Загумни
- Миру
- Молодіжна
- Нова
- Сонячна
- Франка Івана
- Центральна
- Шашкевича Маркіяна
- Шевченка Тараса

Урочища:
- Базничисько
- Горохів
- Закут
- За Липами

## Населення
У 1880 році у селі було 150 будинків та 976 мешканців у гміні, 35 будинків та 219 мешканців у маєтку. Було 178 римо-католиків, 950 греко-католиків, 66 юдеїв або ж 246 поляків та 949 русинів. 
На 1 січня 1939 року в селі мешкало 1580 осіб, з них 1350 українців-греко-католиків, 170 українців-римокатоликів, 20 євреїв, 10 німців, 30 польських колоністів міжвоєнного періоду.
За даними всеукраїнського перепису населення 2001 року у селі мешкало 1044 особи.

### Мова
Розподіл населення за рідною мовою за даними перепису 2001 року був наступним:
| українська | 1042 | 99,81 |
| російська  | 2    | 0,19  |

## Історія
Історичною датою заснування села вважається 1 січня 1400 року.
У «Географічному словнику Королівства Польського та інших слов'янських теренів», виданому у 1889 році подається наступна інформація стосовно села: «Ріпнів — село у Кам'янко-Струмилівському повіті, на 22 км віддалене від Кам'янки-Струмилівської, на 9 км — від Буська, на 12 км — від залізничної станції Задвір'я, також на північ від поштового відділення у Новому Милятині. На півночі розташовані Деревляни, на сході Ракобовти та Купче, на північному сході Кізлів, на півдні Новий Милятин, на південному заході Старий Милятин, на заході Великий Желехів та Стрептів. Село розташоване в басейні Вісли, завдяки річці Рудка (притока Бугу). Починається вона на південному заході села та плине на південний схід. Сільська забудова розташована на правому березі Рудки. Частина села має назву Новий Ріпнів. До садибної забудови належать також фільварки Ядвіга, Максим, Тюлувка та корчми Чартак, На Гостинці та лісничного Вирспаського. До більшої власності належить 710 моргів орних земель, 77 моргів лук та садів, 24 морги пасовищ, 689 моргів лісу; до меншої власності належить 980 моргів орних земель, 260 моргів лук та садів, 35 морги пасовищ, 2 морги лісу. Парафія римо-католицька у Милятині, греко-католицька по місцю, Буського деканату. У селі є церква, початкова школа та каса позичкова гміни з капіталом 1578 злотих ринських».
За часів Польської республіки — сільська ґміна. 1 серпня 1934 року в межах проведеної адміністративної реформи, ґміна Ріпнів увійшла до складу ґміни Новий Милятин Кам'янецького повіту.
У 1944—1958 роках Ріпнів входив до складу Новомилятинського району. Після ліквідації Новомилятинського району у січні 1959 року Ріпнів та ще декілька сіл ліквідованого району увійшло до складу Буського району.
12 червня 2020 року село увійшло до складу Буської міської громади. 
17 липня 2020 року, в результаті адміністративно-територіальної реформи та ліквідації Буського району, село увійшло до складу Золочівського району Львівської області.

## Сакральні споруди

### Церква Покрова Пресвятої Богородиці з дзвіницею (ПЦУ)
Згідно шематизму 1932 року дерев'яна церква Покрова Пресвятої Богородиці збудована у XVI столітті, 1758 року, хоча попередні видання шематизму вказували саме 1810 — роком будівництва церкви. Храм тризрубний, з трьома верхами, побудований із соснових брусів. Імовірно, що існуюча дерев'яна церква первісно розташовувалася у лісистій місцевості «Безодня», звідки була перенесена спочатку до присілку Ріпнева — Соколяни, а після пожежі в Соколянах — на теперішнє місце у 1868 році. Того ж року будівничим Іваном Васенком проведена реконструкція церкви, саме перероблено усі бані та розширено саму будівлю церкви. У 1988 році в церкві сталася пожежа, яка значно пошкодила інтер'єр вівтарної частини, п'ятиярусний різьблений золочений іконостас з XVIII століття та внутрішні розписи. На північ від церкви розташована дзвіниця. Нині церква перебуває у користуванні православної громади села.
У храмі була своя реліквія — ікона «Богородиця Одигітрія» («Похвала Богородиці») пензля львівського маляра Федора Сеньковича. Під час пожежі 1988 року образ зазнав значних пошкоджень та був вивезений на реставрацію. Після реставрації образ передано на збереження до фондосховища Львівської національної галереї мистецтв імені Бориса Возницького у селищі Олесько.

### Церква Покрови Пресвятої Богородиці (УГКЦ)
Релігійна громада Покрови Пресвятої Богородиці УГКЦ села Ріпнів зареєстрована 13 грудня 1991 року, стараннями о. Богдана Юрківа, який очолив парафію після її виокремлення з середовища УПЦ та повернення у лоно УГКЦ. Після утворення громади УГКЦ села Ріпнів Богослужіння відбувалися почергово у храмі, що зареєстрований був за православною громадою села.
У 1996 році за стараннями Лащука С. С., отця-пароха та всіх парафіян громади УГКЦ відведено земельну ділянку під будівництво храму. На цій ділянці було збудовано тимчасову капличку, яка освячена 14 жовтня 1996 року на честь Покрови Пресвятої Богородиці. 29 травня 1997 року на парафії перебувала чудотворна ікона Божої Матері Зарваницької. У липні 1999 року вже за о. Миколи Потовського освячений наріжний камінь на побудову нового храму. У 2001 році на парафію прийшов о. Михайло Созанський, якого у 2011 році змінив нинішній парох о. Ігор Кухар. Діє братство «Апостольства молитви». Відбуваються прощі до відпустових місць. 13 жовтня 2019 року правлячий єпископ Сокальсько-Жовківський Кир Михаїл (Колтун) здійснив чин освячення новозбудованого храму Покрови Пресвятої Богородиці в с. Ріпнів, а також рукоположив у сан диякона Андрія Сав'яка, та поставив у піддиякони: Олексія Лупія, Віновського Захарія, Годіся Володимира, Данчука Тараса — студентів ІФДС та Младена і Антонія з Хорватії.

## Меморіали, пам'ятники
1994 року у селі збудовано та освячено символічну могилу уродженцям села Ріпнів, які загинули за Незалежність України, беручи участь в усіх війнах.

## Археологічні розвідки
Одночасно з дослідженнями празьких поселень у Верхньому Подністров'ї розпочалися розкопки поселень цього періоду в басейні Західного Бугу. У 1950 році Ю. М. Захарук та О. О. Ратич провели розкопки селища біля с. Ріпнів (Ріпнів І, урочище Базничисько). Тут, поруч з житлово-господарськими комплексами VIII—XI століть, було відкрито одне чотирикутне житло (№ 4) з глиняною піччю, вирізаною в материковому виступі — останці, в якому була виявлена виключно ліпна ранньослов'янська кераміка, що дало можливість продатувати це житло як найбільш раннє. Сам факт датування цього комплексу VI—VII століть був позитивним моментом тому, що дозволив розвинути вивчення ранньослов'янських матеріалів на цьому поселенні. Ще одне аналогічне житло (№ 7) з ліпним посудом було виявлено на цьому поселенні під час розкопок 1954—1955 років. Автор досліджень Вітольд Ауліх виділив ці житла в окремий комплекс, який він датує VI — початком VII століття.
У 1957—1961 роках проведені широкі археологічні дослідження поселення Ріпнів II (урочище Горохів) та шурфування на поселенні Ріпнів III. На розкопаній площі поселення Ріпнів II виявлено 10 житлових комплексів VI—VII століть, на поселенні Ріпнів III — одне житло із виключно ліпною керамікою.
Ріпнівські поселення розташовані за 0,5—1 км одне від одного в урочищах «Базничисько» (Ріпнів І), «Горохів» і «За Липами» (Ріпнів II), «Закут» (Ріпнів III). Вони займають південні пологі схили над невеличкою річкою Рудкою, що впадає в Західний Буг, та безіменним струмком.
На поселенні Ріпнів І, на відкритій площі в 1800 м², Ю. М. Захаруком та О. О. Ратичем у 1950 році і В. В. Ауліхом у 1954—1955 роках, крім комплексів X—XI століть, відкрито дві напівземлянки з виключно ліпним посудом, характерним для початку третьої чверті І тисячоліття н. е. і п'ять споруд кінця VII—VIII століть. В останніх переважала кераміка, виготовлена на примітивному гончарському крузі; уламки ліпного посуду зустрічалися досить рідко. Напівземлянки VI—VII століть мають чотирикутну форму і орієнтовані кутами за сторонами світу. Печі глиняні, вирізані у материковому останці. Житла VII—VIII століть — чотирикутні або овальні напівземлянки. Печі глиняні, споруджені на долівці. Крім кераміки, в спорудах виявлені кістяні проколки, дві залізні шпори, залізний ніж, аварське окуття для пояса та пряслиця.
На поселенні Ріпнів II у 1957—1961 роках відкрито десять жител, три печі по обробці заліза і одну господарську яму VI—VII століть. В нижньому шарі поселення виявлено житлові, господарські і виробничі комплекси черняхівського типу. Житло початку третьої чверті І тисячоліття н. е. розчищено на поселенні Ріпнів III, де також виступають пам'ятки черняхівського типу. Усі житла на поселеннях Ріпнів II і III являють собою чотирикутні напівземлянки, орієнтовані стінами за сторонами світу; нижня частина глиняних печей вирізана у материковому останці. Кераміка виключно ліпна, представлена горщиками. На поселенні Ріпнів II, крім посуду, виявлена бронзова лунниця, прикрашена наколами, вістря залізного ножа та глиняне і мергельне пряслиця.

## Відомі люди
- Барановський Теофіл (1840—1897) — український інженер-технік, громадсько-культурний діяч.
- Бура Ольга — учасниця «морській сотні» Самооборони Євромайдану. Одна із Небесної сотні. Герой України[30]. Похована в селі Ріпнів[31][32].
- Дема Дмитро Олексійович — старший конюх колгоспу імені Леніна села Ріпнів, Герой Соціалістичної Праці (05.11.1951).
- Іван Ляшкевич (псевдо: Ян Бабочка, Ян Метелик; 9 травня 1961, Ріпнів — 5 листопада 2010) — відомий представник руху хіпі у Львові. Учасник багатьох фестивалів етнічної музики, зокрема на польській Пілігримці, у Шешорах та біля водоспаду Шипот у Закарпатті[33]. Гостям фестивалів заплітав «расточки» з ниток, займався художньою вишивкою, називаючи себе нитковим майстром[34] (вишивав кольорових метеликів — символів хіпі 1970—х років)[35]. Помер від раку головного мозку[33]. Його поціновувачі намагаються продовжити традицію започатковану ним[36].

## Соціальна сфера
В селі діє Ріпнівський заклад загальної середньої освіти І ступеня Буської міської ради, розрахований на 50 учнів. Нині у трьох класах школи навчається 18 дітей.
Також в селі діють Народний дім та фельдшерсько-акушерський пункт. У жовтні 2021 року у Ріпневі після ремонту відкрилося інфекційне відділення Буської центральної районної лікарні.